# Can't Get Enough (chanson de Jennifer Lopez)
Pour les articles homonymes, voir Can't Get Enough.
Singles de Jennifer Lopez
Play
Can't Get Enough est une chanson de l'artiste américaine Jennifer Lopez de janvier 2024, incluse dans l'album This Is Me... Now (sorti le 16 février 2024) dont le titre est un clin d'œil à son album de 2002 This Is Me... Then.

## Clip
Le clip sur cette chanson montre un mariage.

## Paronymie
Paronymie : 
- 2011 : Can't Get Enough (chanson de J. Cole)
- 1981 : Just Can't Get Enough (chanson de Depeche Mode)
- 1974 : Can't Get Enough (album de Barry White)